# Patrick Gudauskas
Patrick Gudauskas est un surfeur professionnel américain né le 20 novembre 1985 à La Jolla, Californie. Son frère jumeau Dane et son jeune frère Tanner sont aussi surfeurs professionnels et participent également au WQS.

## Palmarès

### Victoires
- 2008 O’Neill Sebastian Inlet Pro (WQS 4 étoiles)
- 2006 Vendee Pro, France (WQS 4 étoiles)
- 2006 Pantin Pro, Espagne(WQS 3 étoiles)

### Objectif 2008
Gagner le WQS

### WQS
- 2008 : actuellement 4e après 31 épreuves
- 2007 : 47e